# Marmaduke Pickthall
Muhammad Marmaduke Pickthall (Marmaduke William Pickthall), né le 7 avril 1875 à Harrow (banlieue nord-ouest de Londres) et mort le 19 mai 1936 à St Ives (Cornouailles), est un érudit islamique occidental, célèbre pour sa traduction anglaise du Coran (1930).

## Biographie
Converti depuis le christianisme, Pickthall est un romancier, estimé par D. H. Lawrence, H. G. Wells, et E. M. Forster. Il est aussi un journaliste, directeur, politique et chef de file politique et religieux. Il a déclaré sa conversion à l'islam de façon spectaculaire après la prestation d'un débat sur "l'Islam et le Progrès" le 29 novembre 1917, à la Muslim Literary Society dans le quartier de Notting Hill, à l'ouest de Londres. Il a également participé, avec les services de la Woking Muslim Mission en l'absence de Khwaja Kamal-ud-Din, son fondateur.

## Les travaux écrits
Avant sa conversion :
- All Fools – being the Story of Some Very Young Men and a Girl (1900)
- Said the Fisherman (1903)
- Enid (1904)
- Brendle (1905)
- The House of Islam (1906)
- The Myopes (1907)
- Children of the Nile (1908)
- The Valley of the Kings (1909)
- Pot an Feu (1911)
- Larkmeadow (1912)
- The House at War (1913)
- With the Turk in Wartime (1914)
- Tales from Five Chimneys (1915)
- Veiled Women (1916)
- Knights of Araby (1917)

Après sa conversion :
- Oriental Encounters – Palestine and Syria (1918)
- Sir Limpidus (1919)
- The Early Hours (1921)
- As others See us (1922)
- The Meaning of the Glorious Koran: An Explanatory Translation (1930)

En tant que rédacteur
- Folklore of the Holy Land – Muslim, Christian, and Jewish (1907) (E H Hanauer)